# Dienstonderscheiding voor Officieren en Manschappen na 21 Dienstjaren
De Dienstonderscheiding voor Officieren en Manschappen na 21 Dienstjaren (Duits: Dienstauszeichnung für Offiziere und Mannschaften nach 21 Dienstjahren) was een onderscheiding van het Duitse hertogdom Saksen-Coburg en Gotha.
De in 1888 ingestelde Dienstonderscheiding voor Officieren en Manschappen na 21 jaar Dienst was een zogenaamde "schnallen", een gesp op een stukje groen lint met twee citroengele strepen langs de rand. Voor onderofficieren en soldaten was er van 1846 tot 1913 een dergelijke onderscheiding na 21, 15 en 9 Dienstjaren in de vorm van een verguld zilveren Schnalle, een verzilverde witmetalen schnalle en een verzilverde gietijzeren gesp.
De gespen droegen de volgende gekroonde monogrammen:
- Het monogram "E" van hertog Ernst op een verzilverde witmetalen gesp (1888 - 1894)
- Het monogram "A" van hertog Alfred op een verzilverde witmetalen gesp (1888 - 1894)
- Het monogram "CE" van hertog Carl Eduard op een verzilverde witmetalen gesp (1894 - 1913)

De regerende hertog van Saksen-Coburg en Gotha was erekolonel van het VIe Thüringischen Infanterie-Regiment Nr. 95. Daaruit werden ook zijn adjudanten
gekozen. De bij de infanterie ingedeelde rekruten uit zijn hertogdom werden in dit regiment opgenomen.
De Dienstonderscheiding voor Officieren na 25 Dienstjaren was tussen 1846 en 1867 een zilveren Leopoldkruis met geschubte zilveren armen en een centraal gouden medaillon met een gekroond gotisch monogram van hertog Ernst I van Saksen-Coburg en Gotha. Op de keerzijde staat het getal "XXV". De ring rond het medaillon en het aan de bovenste kruisarm vastgesoldeerde oog zijn ook van goud. Dit zilveren kruis met verguld medaillon werd in 1846 ingesteld en werd tot 1867 uitgereikt. Toen werd met Pruisen een militair verdrag gesloten. Het kleine leger van Saksen-Coburg en Gotha ging op in het Pruisische leger. Het kruis werd aan een lint op de linkerborst gedragen, Het was de enige dienstonderscheiding van Saksen-Coburg en Gotha die aan een lint werd gedragen. Alle andere dienstonderscheidingen zijn schnallen en ook de officieren kregen tussen 1888 en 1913 een schnalle. Tussen 1867 en 1888 was er voor officieren geen Saksisch-Coburgse dienstonderscheiding.